# Старожуков
Старожуков (укр. Старожуків) — село в Зарянской сельской общине Ровненского района Ровненской области Украины. В прошлом — вотчина князей Чарторыйских.
Население по переписи 2001 года составляло 391 человек. Почтовый индекс — 35317. Телефонный код — 362. Код КОАТУУ — 5624684911.